# Ferdinand Peche
Ferdinand Peche (* 3. September 1820 in Pisek, Böhmen; † 26. April 1898 in Wilten) war ein österreichischer Mathematiker und Physiker sowie Professor für mathematische Physik an der Universität Innsbruck.

## Leben
Ferdinand Peche studierte an den Universitäten Prag und Wien Mathematik, Physik und Chemie und wurde an der Universität Wien zum Doktor der Philosophie promoviert. 1851 legte er die Lehramtsprüfung für Mathematik und Physik ab und wurde Gymnasialprofessor in Teschen (Böhmen).
Zweimal bemühte er sich erfolglos um die vakanten Lehrstühle für Mathematik (1851) und Physik (1853) an der Universität Innsbruck. Da bei der Besetzung des physikalischen Ordinariats sein Mitbewerber Adalbert von Waltenhofen zum Zug kam, konnte er dessen Stelle am Joanneum in Graz einnehmen.
1854 erlangte Peche an der Universität Graz die venia legendi für analytische Physik und Mechanik. Als zwei Jahre später am Joanneum die physikalischen Lehrkanzel neu zu besetzen war, wurde er wieder übergangen. Daraufhin wechselte er in den Staatsdienst und wurde Beamter der k. k. Telegrafendirektion. 1864 wurde er zum Direktor der Oberrealschule in Rakovac (Kroatien) ernannt. Sein Ziel, eine Professur an einer österreichischen Universität zu erhalten, gab Peche nach dieser Bestellung jedoch nicht auf.
Als nach dem Abgang Waltenhofens der Lehrstuhl für Physik in Innsbruck neu zu besetzen war, bewarb er sich um die frei werdende Stelle. Wieder schien er als Zweitgereihter in einem Dreiervorschlag das Nachsehen zu haben – der Lehrstuhl wurde erwartungsgemäß an den Erstgereihten der Kandidatenliste, Leopold Pfaundler von Hadermur, vergeben –, als es doch noch zum von ihm ersehnten Ergebnis kam: Im Besetzungsvorschlag, den die Berufungskommission dem Ministerium zur Entscheidung vorgelegt hatte, war nämlich die Empfehlung ausgesprochen worden, zur Entlastung der Lehrkanzel für theoretische Physik ein eigenes Institut für mathematische Physik zu errichten. Dieser Vorschlag wurde vom Ministerium aufgegriffen und Ferdinand Peche am  12. Juni 1868 zum ersten Ordinarius ernannt, der an der Universität Innsbruck dieses Fach unterrichtete.

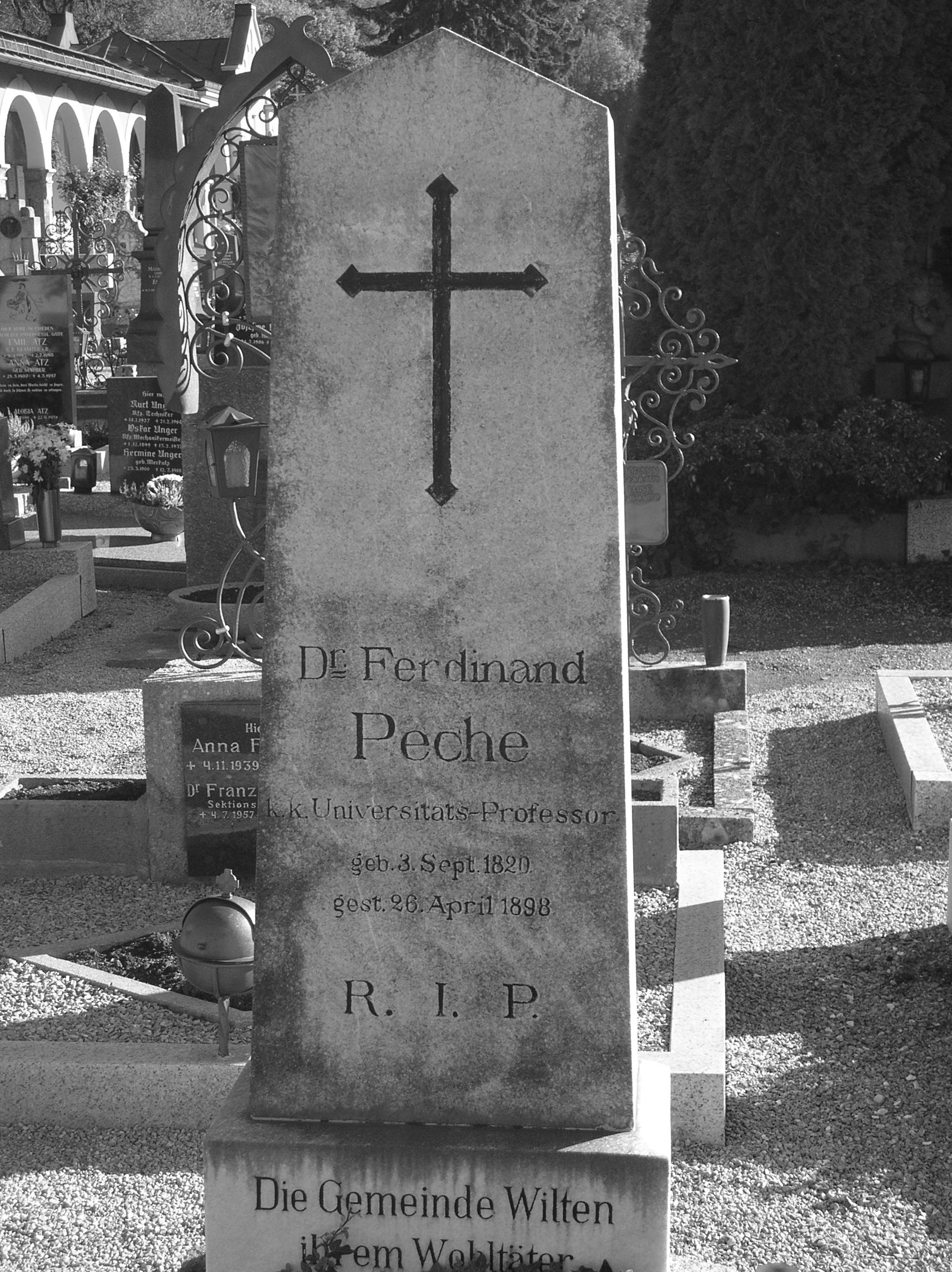
Grabstätte von Ferdinand Peche am Friedhof Wilten

## Nachleben
Als Universitätslehrer und Autor hat sich Peche keine besonderen Verdienste erworben. Nach seiner Emeritierung im Sommersemester 1889 überlegte die Fakultät sogar, seinen Lehrstuhl wieder aufzulassen und stattdessen ein Ordinariat für Geometrie einzurichten. In der entscheidenden Fakultätssitzung gelang es jedoch die Verfechter dieser Idee zu überstimmen.
Dass sich die Stadt Innsbruck heute noch der Person Peches erinnert, ist der Tatsache geschuldet, dass er seinen nicht unbedeutenden Besitz – die  in der Leopoldstraße 59 (heute Hausnummer 43) gelegene Villa, zu der eine ausgedehnte, parkartige Grünfläche gehörte – der damals noch selbständigen Gemeinde Wilten vermachte. Nach dem Willen des Erblassers hätte auf dem Grundstück ein Pflegeheim für Bedürftige errichtet werden sollen, das allen Hausarmen, ohne Rücksicht auf Konfession, politische Gesinnung und Nationalität hätte offenstehen sollen. Wegen der später erfolgten Eingemeindung Wiltens in die Stadt Innsbruck gelangte dieses Projekt jedoch nicht zur Ausführung. 1903 wurde auf dem Areal an Stelle eines Armenhauses eine Kinderbewahranstalt (Rosalien-Krippe) eröffnet. Im Zweiten Weltkrieg wurde die Pechevilla durch Bomben zerstört. Nach dem Wiederaufbau wurde in den Räumlichkeiten des neuen Gebäudes ein städtisches Kinder- und Jugendheim eingerichtet, das heute die Bezeichnung „Kinderzentrum Pechegarten“ führt.
Der Pechegarten (Pechepark) wurde schon 1901 für die Öffentlichkeit zugänglich gemacht. Er dient der Innsbrucker Bevölkerung als Ruhezone, war zuletzt aber als Hotspot für den Drogenhandel in Verruf.
Die am Park vorbeiführende Straße wurde Pechestraße benannt.

## Persönliches
Professor Peche war Junggeselle. Er starb im Alter von 79 Jahren an einem Magenleiden.  Die in seinem Testament beigesetzte Erklärung, Freunde und Bekannte von der Verpflichtung zu entheben, sich als Leidtragende dem Leichenzug anzuschließen, um einer möglichen Verkühlung vorzubeugen, lässt erkennen, dass es sich beim Verstorbenen um ein Original handelte, das sich in Denkweise und Handeln von der Masse abhob.
Peche wurde aufgrund seiner testamentarisch verfügten Zuwendungen von verschiedenen Autoren als Philanthrop bezeichnet. Im Kanon der Wohltäter der Landeshauptstadt Innsbruck ist er an vorderster Stelle gereiht. Ob diese Zuwendungen aus einer menschenfreundlichen Gesinnung heraus erfolgten oder einfach darauf zurückzuführen sind, das er keine Nachkommen und keine näheren Verwandten mehr hatte, muss allerdings dahingestellt bleiben.
Peche ruht auf dem Friedhof Wilten, wo ihm die Gemeinde Wilten ein Ehrengrab widmete.

## Werke
- Integration der elliptischen Funktionen in geschlossener Form, 1850
- Allgemeine  Auflösung der Gleichungen 3. Grades mit Vermeidung imaginärer Formen im irreduciblen Fall, 1851
- Die Lebensversicherung als ein zweckmäßiges Mittel, um der Jugend eine Subsistenz zu gründen, Schulen zu organisieren und Gewerbe zu fördern, 1867